# Liste der Monuments historiques in Villiers-en-Bière
Die Liste der Monuments historiques in Villiers-en-Bière führt die Monuments historiques in der französischen Gemeinde Villiers-en-Bière auf.

## Liste der Objekte
| Bezeichnung | Beschreibung          | Standort                     | Kennzeichnung | Schutzstatus | Datum | Bild |
| ----------- | --------------------- | ---------------------------- | ------------- | ------------ | ----- | ---- |
| Glocke      | Bronze, 1545 gegossen | in der Kirche St-Éloi (Lage) | PM77001862    | Classé       | 1905  |      |